# Guzmania acuminata
Guzmania acuminata är en gräsväxtart som beskrevs av Lyman Bradford Smith. Guzmania acuminata ingår i släktet Guzmania och familjen Bromeliaceae. Inga underarter finns listade i Catalogue of Life.